# 柳色
柳色（やなぎいろ）とは、やや白味がかった黄緑色のこと。青柳とも。
平安時代の記録では、染色で得られる色ではなく、経糸と緯糸の色を変えて表す織色（織の色目）とされている。
経糸は萌黄、緯糸は白で織られる織色なので、模様を織り出すと淡い黄緑地に白い模様が浮き上がる。襲の色目にも「柳重」が存在し、表が白、裏が淡青もしくは青（現代の緑色のこと）の春の衣装とされた。
五衣の襲の色目の「柳襲」は表白、裏淡青の衣を5枚重ねて紅い単衣を合わせたものである。
戦乱が遠のき、世情が安定してデリケートな色合いが復権した江戸時代には、染物の色合いにも使われるようになり、柳茶、柳鼠、草柳茶、裏柳、柳煤竹などの柳色を帯びた色の微細なバリエーションも生まれた。